# Mattino gelido
Mattino gelido (Frosty Morning) è un dipinto a olio su tela (113,5×174,5 cm) del pittore inglese William Turner, realizzato nel 1813 e conservato al Tate Britain di Londra.

## Descrizione
L'opera, presentata alla Royal Academy nel 1813, al momento dell'esposizione fu accompagnata da alcuni versi di Thomson dedicati alla brina. Incluso nel Lascito Turner 1856, il dipinto fu trasferito alla Tate Gallery nel 1910, dove si trova tuttora.
Si tratta di «una delle più affascinanti raffigurazioni di un mattino invernale che la pittura ci abbia mai lasciato», come osservato da Silvia Borghesi. La composizione, infatti, è priva di qualsivoglia coinvolgimento retorico o emotivo e si distingue per la sua grande pacatezza e umanità e per la malinconica serenità di fondo. Il cielo reca «ancora le tracce della notte finalmente dileguatasi» ed è percorso dai raggi argentei e satinati del sole nascente. La campagna sta riposando, gli arbusti e gli alberi sono nudi, ed il gelido clima mattutino intorpidisce la famiglia di contadini al centro, che si sta riposando per qualche minuto prima di riprendere il viaggio.
Siamo in grado di individuare un'esperienza personale del Turner che possa avergli sollecitato la creazione dell'opera: si tratta della visione di un paesaggio dello Yorkshire nel 1810, rapidamente appuntato in alcuni bozzetti grafici. Riprendendo a distanza di tre anni questi appunti l'immagine di questo scorcio invernale mattutino, già presente, poteva essere ricostruita dalla memoria: lo scarto temporale «che Turner poneva tra l'osservare e il dipingere implicava la creazione di un'immagine che non era soltanto vista, ma anche ricordata» (Ginzburg, 1990). Grazie all'intervento della memoria e dei ricordi, d'altronde, la traduzione in immagini dell'osservazione di quel luogo non concede più spazio a sentimentalismi di vario genere, bensì viene attuata con il solo esercizio della pittura.